# Fosterutveckling
Fosterutveckling eller embryogenes är den process som börjar med ett befruktat ägg och slutar vid födseln. Fosterutvecklingen inleds redan innan ett foster har utvecklats. Man kan dela in fosterutvecklingen i tre perioder. Dessa kallas preembryoperioden, embryoperioden och fosterperioden (även kallad fetalperioden).
Fosterutvecklingen hos människan tar 38 veckor, det finns däggdjur som har en mycket kortare fosterutveckling och de som har än längre än så.
Husmusens fosterutveckling tar 3 veckor. För både katt och hund är denna tid 9 veckor. För hästar tar fosterutvecklingen 48 veckor och för indisk elefant tar det 91 veckor.

## Människans fosterutveckling
Graviditetslängden räknas hos människor från första dagen av den senaste menstruationen. Befruktning äger oftast rum ungefär 2 veckor efter detta.

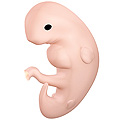
Graviditetsvecka 6, detta är 4 veckor efter befruktning.
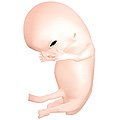
Graviditetsvecka 10, detta är 8 veckor efter befruktning.
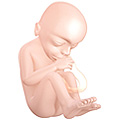
Graviditetsvecka 20, detta är 18 veckor efter befruktning.
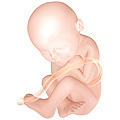
Graviditetsvecka 40, detta är 38 veckor efter befruktning.

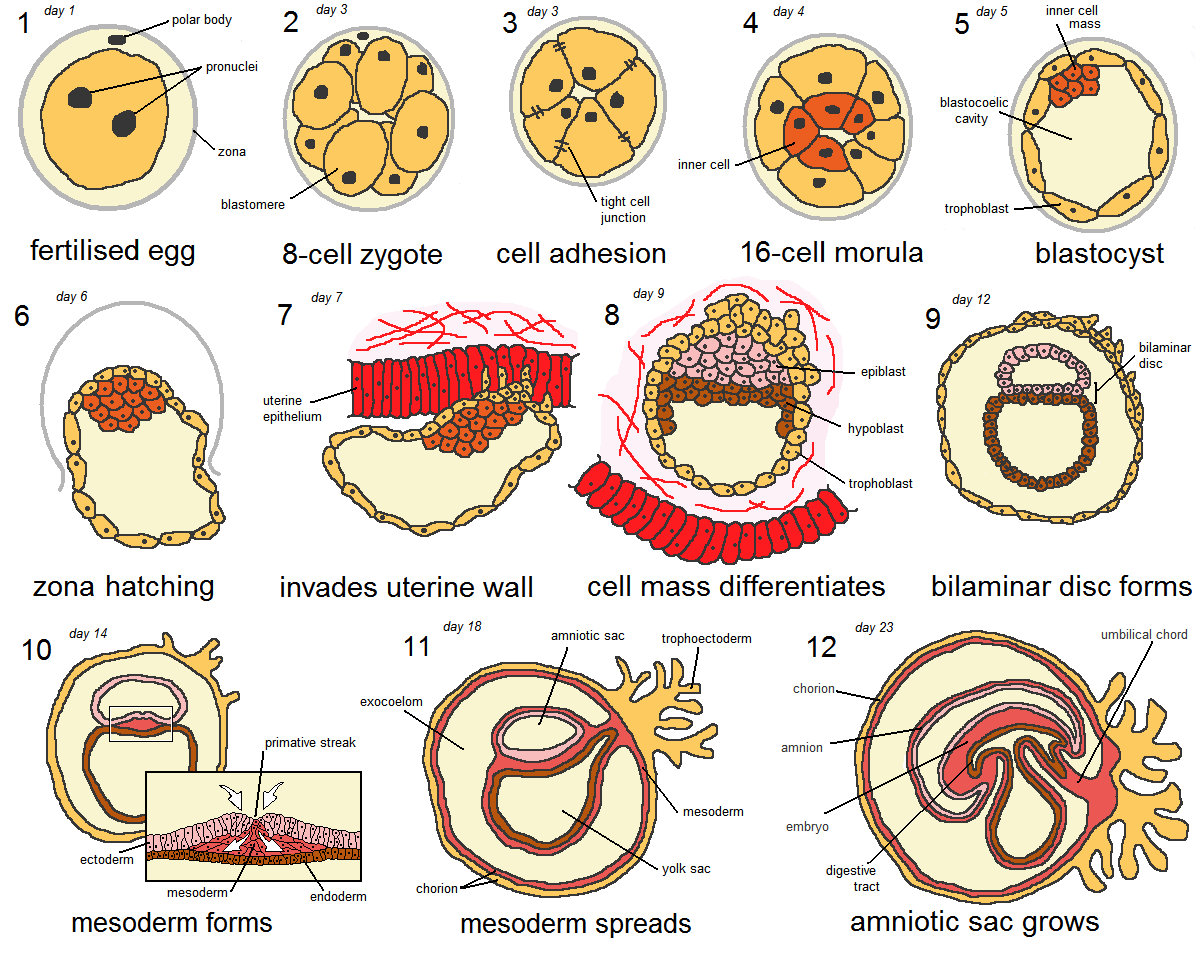
Människans fosterutveckling från dag 1 till dag 23.
1: Dag 1 - Ett befruktat ägg.
2: Dag 2 - En 8-cellig zygot.
3: Dag 3
4: Dag 4 - En 16-cellig morula.
5: Dag 5 - En blastocyst.
6: Dag 6 - Kläckning.
7: Dag 7 - Blastocycysten tränger in i livmoderväggen.
8: Dag 9
9: Dag 12
10: Dag 14
11: Dag 18
12: Dag 23 - fosterhinnorna växer

Befruktning sker när äggcell och spermiehuvud förenas, detta sker normalt högst upp i moderns äggledare. Den befruktade cellen kallas en zygot, som efter cirka 24-30 timmar celldelas för första gången genom mitos. Samtidigt som celldelningar sker så transporteras det ner mot livmodern med hjälp av flimmerhår och muskler.
Efter ett antal celldelningar bildas en cellklump kallad morula, detta sker dag 3-4 efter befruktningen. Ungefär samtidigt kommer den fram till livmodern.
Under dag 4-5 utvecklas en hålighet i cellmassan som gör att morulan övergår till att bli en blastocyst. Blastocysten är ungefär 0,2 mm stor. Blastocysten består av två typer av celler. De yttersta cellerna kallas trofoblaster och kommer att ge upphov till moderkaka och fosterhinnor. De inre cellerna kallas embryoblaster och kommer att bilda embryot. Kring blastocysten finns också ett skal gjort av glykoproteiner. Detta skal måste kläckas innan det befruktade ägget kan fastna i livmoderslemhinnan. Kläckningen sker på ungefär den 6:e dagen efter befruktningen genom att ägget ändrar form så att skalet går sönder, dessutom finns det enzymer i livmodern som hjälper att bryta ner skalet.
Blastocysten börjar växa in i livmoderväggen i en process som kallas implantation. Implantationen börjar dag 6 och slutar mellan dag 10 och 12 efter befruktningen. Trofoblasterna blir fler och bildar som små rötter som förankrar blastocysten.
När blastocysten blivit till en rund skiva med två lager bildar en grupp celler ett tillväxtcentrum mellan lagren. Från detta centrum skickas en cellsträng ut rätt över skivan. Embryot får en ryggsträng eller blivande ryggrad. Huden ovanför hårdnar och veckar sig till ett dike, nervdiket. 
Det andra lagret börjar dela upp sig i kroppssegment. Arm- och benknoppar börjar komma fram längs sidorna. När sedan vävnaden inuti kroppen sväller ut får den huden att förtjockas till en list. Denna list kommer senare enligt en bestämd ordning att påverka innervävnader att göra fingrar, tår, underarm, med mera. Om listen blir avbruten kommer den del som den då var färd att tillverka saknas eller bli dåligt gjord. Formgivningen av listen tros komma från en viss mall som finns i en geléartad massa, en grundsubstans, som fyller alla mellanrum. Molekylerna i grundsubstansen styr sammanfogningarna av exempelvis näsa och panna.
I tolv strömmar utefter bålens sidor rör sig de celler som ska bli revben. De möts mitt på bröstet där de bildar ett bröstben. Celler som ska bli muskler färdas mellan revbenen och i kroppsväggen nedanför. Embryots yttersta lager celler börjar göra överhud, där det så småningom ska bli hårrötter, talgkörtlar och svettkörtlar.
Embryot gör de första rörelserna omkring graviditetsvecka 7 (dvs 5 veckor efter befruktningen) .
Embryoperioden hos människor räknas från andra till åttonde veckan, då fosterstadiet inleds.

### Fosterperioden
Fosterperioden kallas även fetalperioden och startar hos människan i graviditetsvecka 9 (det vill säga 7 veckor efter befruktningen) och pågår fram till födseln.
Vid graviditetsvecka 10 väger fostret ungefär 5 gram. Nästan 50% av fostrets storlek utgörs nu av huvudet. De flesta organ finns men de behöver utvecklas mer. Fostrets ögon som tidigare suttit långt ut på huvudets sidor har nu hamnat på nästan rätt plats.
I graviditetsvecka 11 har lungorna utvecklats lite och är fulla av fostervatten.
I graviditetsvecka 14 väger fostret ungefär 50 gram och dess matsmältning har kommit igång, fostret sväljer fostervatten.Den genomskinliga huden täcks av små hårstrån.
I graviditetsvecka 17 börjar fostret bilda fosterfett som skyddar dess hud från att blötas upp av fostervattnet.
Från vecka 18 till 20 börjar den gravida kvinnan kunna känna rörelser från fostret.
Efter graviditetsvecka 20 är storleken på fostret mer beroende av arvsanlag än tidigare och skillnaden i storlek hos olika foster ökar efter denna vecka.
Vissa barn som föds i graviditetsvecka 24 överlever men trots stora vårdinsatser så finns det stora risker för skador. Längden från hjässa till häl är då ungefär 30 cm och vikten omkring 600-700 gram.
Näsborrarna börjar öppna sig i graviditetsvecka 25.
I graviditetsvecka 26 kan fostret öppna och stänga ögonen. I denna vecka tränar också fostret sin andning genom att dra in och ut fostervatten i lungorna.
Om barnet skulle födas i graviditetsvecka 28 är chanserna att överleva stora. Vikten är då omkring 1,1 kg och längden cirka 36 cm.
I graviditetsvecka 32 pågår en tillväxtperiod då fostret ökar cirka 200 gram i veckan.
I graviditetsvecka 36 brukar fostret lägga sig med huvudet neråt och sjunka ner, man säger att huvudet fixeras i bäckeningången.
Det är vanligast att barn föds någon gång under graviditetsveckorna 37-42.

### Fosterdeformationer
Det finns många orsaker till fosterdeformationer. De kan komma såväl av ärftliga faktorer, som moderns kost och ålder, faderns spermiekvalitet (även den beroende av kost och ålder) och yttre miljöfaktorer så som kraftiga föroreningar av luft, vatten och livsmedel.

#### Kända faktorer från modern
- Ålder. Mödrar över 35 får oftare barn med Downs syndrom.[15]
- Kost. Mödrar med brist på vitamin B12 löper ökad risk att föda barn med nervskador, neuralrörsdefekter, ryggmärgsskador som spina bifida, problem med tillverkningen av röda blodkroppar, skalldeformationer och hjärnskador som senare i livet kan leda till inlärningssvårigheter och depressioner.[16]
- Droger. Mödrar som äter livsmedel eller naturläkemedel med valproensyra riskerar att ge sina barn Fetalt valproatsyndrom. Mödrar som dricker alkohol under graviditeten riskerar att ge sina barn Fetalt alkoholsyndrom.

#### Kända faktorer från fadern (före graviditeten)
- Ålder. Äldre fäder har ökad risk att ge avkommor med autism och schizofreni.[17]
- Kost. Fäder behöver en god balans mellan folsyra och vitamin B12 för att kunna producera friska spermier.[18]
- Droger. Kokain kan passera genom faderns kropp, påverka spermierna som går in i ägget och därigenom orsaka missbildningar och skada fostret.[19]

#### Kända miljöfaktorer
Ftalater i plastgolv kan öka risken för att generera hormonrubbningar, något som i sin tur kan ge fosterpåverkan under graviditeten.

## Människans könsutveckling
Utvecklingen av människans könsorgan är en relativt komplicerad process där många olika faktorer spelar in för utvecklingen. Könskromosomdeterminering, genitallistbildning och supportcellsdifferentiering är några viktiga steg som passeras i könsutvecklingen.

### Preembryoperioden
Den mänskliga könsutvecklingen initieras vid befruktningen. Det är då könskromosomuppsättningen för den utvecklande individen bestäms. Eftersom spermien, som fuserar med ägget vid befruktningen, antingen bär på en X- eller en Y-kromosom och det obefruktade ägget bär på en X-kromosom kommer det befruktade ägget, zygoten, ha en könskromosomuppsättning bestående av antingen XX- eller XY-kromosomer. Om allting går som det ska, kommer detta i slutändan leda till separata kön med tillhörande könsorgan.

### Embryoperioden
När embryot har vuxit till sig och blivit cirka fem veckor gammalt, migrerar urkönsceller in till det intermediära mesodermet, vilket är ursprungsgroddbladet till många av könsorganen, i embryots dorsala vägg från gulesäcken. Urkönscellerna migrerar sedan vidare till mesonefros, vilket ligger i anslutning till mesonefrosgångarna och hålrumsepitelet (coelomiskt epitel). Detta leder till att de coelomiska epitelcellerna prolifererar och tillsammans med urkönscellerna bildar så kallade genitallister på mesonefros framsida.
Veckan därefter, under den sjätte veckan, börjar paramesonefrosgångarna utvecklas av en invaginering av coelomiskt epitel. Dessa gångar växer sedan samman i deras nedre (kaudala) ände innan gångarna fortsätter ut i urogenitalsinus. Detta sker samtidigt som coelomiska epitelceller i närheten av urkönscellerna utvecklas till somatiska supportceller.
När dessa steg genomgåtts, kommer könsorganen hos XX-, och XY-individer utvecklas på separata sätt. För att säkerställa att XX-, och XY-individers könsorgan utvecklas olika spelar en mängd olika transkriptionsfaktorer, proteiner och andra molekyler in. Speciellt viktigt för differentieringen är genen SRY. Denna gen kodar för en transkriptionsfaktor och finns på Y-kromosomen och alltså hos individer med könskromosomuppsättningen XY. SRY initierar transkription av specifika gener i de somatiska supportcellerna, vilket leder till att de differentierar sig till Sertoliceller. Frånvaro av SRY, exempelvis hos XX-individer eller XY-individer med genetiska defekter, leder till att de somatiska supportcellerna inte blir Sertoliceller.
Sertolicellerna bildar under den sjunde veckan rete testis och, tillsammans med andra celler, testikelgångarna. Dessa testikelgångar kommer under puberteten hos XY-individen utvecklas färdigt till sädeskanaler. Inuti testikelgångarna kommer könsceller bli inkapslade, vilket är könscellernas slutgiltiga destination. Könscellerna kommer dessutom gå in i en vilande fas på grund av signaler från Sertolicellerna. Testikelgångarna får samtidigt ett skyddande lager, tunica albuginea.
Under vecka sju hos XX-individer kommer könscellerna först proliferera för att sedan differentiera till oogonier och primära oocyter. De kommer därefter gå in i meiosens första steg. Meiosen inducerar en förändring i de närliggande somatiska supportcellerna att differentiera till follikelceller. Follikelcellerna inducerar därefter oocyterna att gå in i vilofas till efter puberteten. Follikelcellerna kommer sedan, tillsammans med oogonierna, bilda primitiva folliklar inuti ovariernas kortex.

### Fosterperioden
Paramesonefros- och mesonefrosgångarna utvecklas även de olika för olika könskromosomuppsättningar. Hos XY-individer påbörjar Sertolicellerna sekrera AMH (Anti-Müllerian hormone) runt vecka åtta. Detta får paramesonefrosgångarna att tillbakabildas. Samtidigt börjar testosteron utsöndras av de XY-unika Leydigcellerna. Detta får mesonefrosgångarna att utvecklas mot sädesledare.
Hos XX-individer tillbakabildas inte paramesonefrosgångarna, utan det är istället mesonefrosgångarna som tillbakabildas. Dessa tillbakabildas eftersom de kräver testosteron. Paramesonefrosgångarna fortsätter istället att utvecklas mot fimbrier, äggledare, uterus och vagina. Fimbrierna och äggledarna utvecklas på den övre (rostrala) delen av paramesonefrosgångarna, medan uterus och vaginan utvecklas av den sammanväxta regionen av paramesonefrosgångarna, den så kallade uterovaginala kanalen. Denna kanal kommer förlängas och få sin mynning utanför uretra.
När könscellsgångarna har utvecklats är det dags för de yttre genitalia att bildas. Utvecklingen börjar likartat hos XX- och XY-individer genom att genitalutskottet, motsvarande glans klitoris och glans penis, växer till. Hos XX-individer viker genitalutskottet sig nedåt, in i labia minora. Den struktur som nu bildats har yttre blygdläppar, labia majora, inre blygdläppar, labia minora och en klitoris i den ventrala änden. Hos XY-individer viker istället labia minora ihop sig och växer samman, medan genitalutskottet fortsätter att förlängas. Detta bildar penis med dess uretra. Vidare sväller labia majora upp och bildar skrotum.
Det sista steget under könsorgansutvecklingen innan födseln är att gonadena placeras på sina respektive ställen. Testiklarna ska placeras i skrotum och ovarierna ska fästas i bukhålan. Båda dessa processer utförs av ligamentet gubernaculum. Detta sitter fäst i de bägge gonadena och i bukens botten. Testiklarna sänks ned i skrotum tack vare att gubernaculum förkortas successivt. Detta drar med sig den interna sneda muskeln, den transversala fascian och en invagination av peritoneum ner i skrotum. Hos XX-individer förkortas inte gubernaculum på samma sätt, utan hjälper istället till att positionera ovarierna i ett peritonealt veck, det breda uterusligamentet. Detta ligament är vad som håller uterus på plats även med ett växande foster inuti.